# Релаянс (Вайомінг)
Релаянс (англ. Reliance) — переписна місцевість (CDP) в США, в окрузі Світвотер штату Вайомінг. Населення — 622 особи (2020).

## Географія
Релаянс розташований за координатами 41°40′6″ пн. ш. 109°11′52″ зх. д. / 41.66833° пн. ш. 109.19778° зх. д. (41.668195, -109.197707).  За даними Бюро перепису населення США в 2010 році переписна місцевість мала площу 10,68 км², уся площа — суходіл.

## Демографія
Згідно з переписом 2010 року, у переписній місцевості мешкало 714 осіб у 274 домогосподарствах у складі 184 родин. Густота населення становила 67 осіб/км².  Було 307 помешкань (29/км²).
Расовий склад населення:
| - 89,9 % — білих - 0,7 % — корінних американців - 0,4 % — чорних або афроамериканців - 0,1 % — азіатів - 7,0 % — осіб інших рас |

До двох чи більше рас належало 1,8 %. Частка іспаномовних становила 12,3 % від усіх жителів.
За віковим діапазоном населення розподілялося таким чином: 26,8 % — особи молодші 18 років, 64,5 % — особи у віці 18—64 років, 8,7 % — особи у віці 65 років та старші. Медіана віку мешканця становила 33,0 року. На 100 осіб жіночої статі у переписній місцевості припадало 113,8 чоловіків;  на 100 жінок у віці від 18 років та старших — 112,6 чоловіків також старших 18 років.
За межею бідності перебувало 7,5 % осіб, у тому числі 11,8 % дітей у віці до 18 років та 0,0 % осіб у віці 65 років та старших.
Цивільне працевлаштоване населення становило 357 осіб. Основні галузі зайнятості: освіта, охорона здоров'я та соціальна допомога — 37,8 %, сільське господарство, лісництво, риболовля — 16,8 %, роздрібна торгівля — 9,2 %, виробництво — 7,0 %.